# 医師人材紹介業
医師人材紹介業（いしじんざいしょうかいぎょう）とは、医師向けの転職支援サービス、および医師向けアルバイト紹介サービスである。

## 概要
もともと医師の転職やアルバイトは医局 からの紹介が主であった。特にアルバイトについては、医師たちが互助組織として、場合によっては秘密裏にアルバイトを紹介し合うような事例も多かった。これは東京大学医学部の裏門会が有名である。
2004年4月に新医師臨床研修制度が導入され、医師は市中病院での研修が可能となり、新人医師は薄給で直接医療と関係のない下働きが多いとされた大学病院や、症例の多くない地方の病院や小さな病院での研修を避けるようになった。そのため、医師不足に陥った大学病院医局が派遣していた医師を引き上げるなど、病医院間で医師の取り合い状態が起こった。
そこで医師人材紹介業が新たに作られることとなった。これは民間企業が医師転職、医師アルバイトなどのキーワードをコンセプトに、医師向けに職業の斡旋を行うものである。
転職エージェントと呼ばれる斡旋業者の手数料は概ね年収の20～30％で、紹介に成功すると年収1,500万円の場合300万円～450万円が病院側に請求される。人材（医師）を右から左に移動させることで極めて高額な利益を得られるビジネスモデルであり、新規開業が後をたたない。しかし、過当競争の中、事業継続が困難となる業者も出ている。また、病院側の収入源である診療報酬には多額の税金が投入されており、病院を迂回して業者に渡っているケースもある。
厚生労働省としてもこのような状況を把握してはいるが、大手派遣業者による政治献金の情報もあり、その規制までには至っていない。「社会保障制度改革推進法第4条の規定に基づく「法制上の措置」の骨子について」（2014年8月21日閣議決定）では、各都道府県の策定する医療計画に加えるかたちで都道府県知事が一定程度の協力義務を課すことを念頭に置いた施策などが準備されつつあることを示した。これらの施策が行われる2018年（平成30年）までには収益の柱を他に求めることが望ましいとされたが、平成時代には特に大きな影響は無かった。